# بعبده
بعبده قرية سورية جبلية تتبع مدينة جبلة وتقع على بعد 25 كم جنوب شرق جبلة، ترتفع عن سطح البحر حوالي 650 م وتبلغ مساحتها حوالي 8 كم2 ويبلغ عدد سكانها حوالي 8000 نسمة وتتميز القرية بزراعة الفواكهة الصيفية المختلفة وكذلك زراعة التبغ والزيتون والكرمة.
تضم مدرسة ابتدائية وأخرى إعدادية (إعدادية الشهيد محمود فندي) وتشترك بالمدرسة الثانوية مع القرى المجاورة تحوي مركز صحي وشبكة طرق كبيرة جيدة تربطها مع مدينتي جبلة وبانياس الساحل والقرى التابعة لهما.

## أصل التسمية
ويذكر انها سميت بهذا الاسم نسبة إلى سكانها قديمًا وهم العبديين الذين كانوا يقطنونها فيما مضى. تحيط بالقرية عدد من القرى التاريخيه مثل دوير بعبده، سلميه، والدالية.
من أجمل معالمها: نبع الغار، قمة الشميميس، حار حماه، سنديان كرم جعفر، ومنطقة بيت الشيني المُطلّة على حوض البحر الأبيض المتوسط.